# Wang Manli
Wang Manli (* 7. März 1973 in Mudanjiang) ist eine frühere chinesische Eisschnellläuferin auf den Sprintstrecken.
Wang Manli feierte ihrer ersten internationalen Erfolge bei den Einzelstreckenasienmeisterschaften 1994 in Sapporo, wo sie über 500 m hinter Lu Jing Silber gewann und über 1000 m Rang fünf erreichte. Ihr erstes Weltcuprennen machte Wang im November 1995 über 1500 m in Berlin. In der B-Gruppe belegte sie Rang 22. Im Februar des folgenden Jahres wurde sie 17. bei der Sprintvierkampf-Weltmeisterschaft in Heerenveen. Im Dezember 1996 lief die Chinesin in Muju-Jeonju im Weltcup erstmals in der A-Gruppe. Im 500-Meter-Rennen wurde sie Neunte und erreichte damit ihre erste Top-Ten-Platzierung. Bei den Olympischen Spielen 1998 in Nagano belegte sie über 500 m den 22. Rang und über 1000 m Platz 30. Den internationalen Durchbruch hatte Wang erst zu Beginn der 2000er Jahre. So wurde sie bei den Einzelstrecken-Meisterschaften in Harbin 2001 Asienmeisterin über 500 m. Auf der Distanz wurde sie auch Achte in der Saison 2000/01 im Gesamtweltcup.
Im Dezember 2002 kam Wang bei zwei Weltcuprennen in Nagano als Drittplatzierte über 500 m erstmals aufs Podium. Ihren ersten Sieg feierte sie im Dezember 2003 in Calgary. Bei den Einzelstrecken-Weltmeisterschaften 2003 in Berlin gewann die Chinesin hinter Monique Garbrecht-Enfeldt Silber, ein Jahr später in Soul Gold. 2004 gewann sie bei den nationalen Meisterschaften in Harbin die Titel im Sprintvierkampf, über 500 m und 1000 m. Ein Jahr später kam erneut der Titel im Sprintvierkampf hinzu. Gesamt-Weltcupsiege über 500 m erreichte Wang 2003/04 und 2004/05. Ebenfalls 2005 feierte sie ihren zweiten Titelgewinn über 500 m bei der Einzelstrecken-WM in Inzell. 2006 kam in Heerenveen eine Silbermedaille im Sprintvierkampf hinter Swetlana Schurowa hinzu. Schon 2003 und 2004 verpasste Wang eine Medaille als Vierte nur knapp. Nachdem die Chinesin bei den Olympischen Spielen 2002 in Salt Lake City noch enttäuschte, gewann sie als Mitfavoritin bei den 2006er Spielen in Turin über 500 m Silber hinter Schurowa. Nach der Saison 2005/06 beendete Wang ihre Karriere, in der sie 16 Weltcuprennen gewinnen konnte.